# Il monaco (film 2003)
Il monaco (Bulletproof Monk) è un film del 2003 diretto da Paul Hunter, interpretato da Chow Yun-Fat e Seann William Scott.
È liberamente ispirato al fumetto di Michael Avon Oeming.

## Trama
Tibet, 1943. Un misterioso monaco completa il suo addestramento con il proprio maestro, dimostrandosi quindi degno dell'incarico di proteggere la pergamena del Potere Ultimo: un antico testo che lui stesso ha protetto per sessant'anni. L'uomo ha infatti soddisfatto i requisiti di una profezia volta ad individuare la persona destinata a proteggere la pergamena, che viene definita "Il Seguente", in un compito di fondamentale importanza da tramandare ogni sessant'anni ad un individuo che si dimostri puro di cuore al punto da non essere interessato a sfruttarne gli immensi poteri. Secondo la profezia infatti, chi leggerà per intero e ad alta voce ciò che vi è scritto all'interno, acquisirà poteri prodigiosi che potrebbero garantirgli il dominio sul mondo, e ciò implica che a proteggerla sia un uomo giusto e saggio. Il Monaco, rinunciando al proprio nome, compie l'ultimo passo per essere degno dell'incarico, ed il maestro, passandogli le consegne tramite un rituale che scatena una tempesta di vento, si congeda dall'allievo, che si accorge con stupore che il suo maestro, giovane fino a poco prima, è invecchiato in quei pochi minuti. La pergamena garantisce infatti forza e giovinezza al suo protettore per tutta la durata dell'incarico, fino al momento della designazione del nuovo custode. Il maestro, scherzando, si dice pronto per una lunga vacanza, ma in quel momento un gruppo di nazisti, guidati dal sadico e violento colonnello Strucker, fa irruzione nel monastero per rubare la pergamena; in quegli anni, molti gruppi del Reich giravano il mondo alla ricerca di manufatti occulti con i quali aumentare il potere di Hitler. Mentre il maestro viene ucciso i confratelli del Monaco fanno scudo con il loro corpo, dandogli il tempo di scappare; tuttavia non riesce ad evitare uno scontro con Strucker. Rimasto ferito, il Monaco cade nel dirupo alle sue spalle, scomparendo però senza lasciare tracce.
Sessant'anni dopo, sopravvissuto e per niente invecchiato nell'aspetto grazie al manufatto, il Monaco viaggia per il mondo nel tentativo di seminare gli uomini comandati da un ormai novantenne Strucker, il quale è affiancato da sua nipote Nina, nascosta sotto l'irreprensibile aspetto della presidentessa di un'associazione benefica per i Diritti Umani, e continua a dargli la caccia per impadronirsi della pergamena, ora deciso ad averla per riconquistare la giovinezza ed avere il potere di proseguire gli ideali razzisti del Reich. Malgrado le molte trappole, il Monaco riesce sempre a sfuggire a numerosi agguati tesigli dall'ex colonnello, ma è consapevole che il suo mandato sta per scadere, e che se non trova un successore dovrà proteggere la pergamena per altri sessant'anni. Durante una delle tante fughe, incontra nella metropolitana di New York un giovane ladruncolo di nome Kar, che, dopo averlo aiutato a salvare una ragazzina caduta sui binari, gli ruba la pergamena per rifarsi del fatto che, nell'aiutarlo, ha perso la borsa con la refurtiva del giorno. Poco dopo, il ragazzo ha uno scontro con una banda di teppisti capitanata dal prepotente e pittoresco Mister Funktastic, un piccolo gangster dei sobborghi: Kar ha infatti rubato nella loro zona, Essendo molto abile come ladro, a Kar viene offerto di "lavorare per loro".. per la banda. Al suo rifiuto, Mr. Funktastic lo obbliga a sfidare una donna, probabilmente la sua fidanzata, e successivamente lo stesso Funktastic. Kar dà sfoggio di un'insospettabile bravura nelle arti marziali, combattendo prima a mani nude e poi con una spranga di metallo; quando però rimane disarmato ed alla mercé dei malviventi, la ragazza convince Mr. Funktastic a lasciarlo andare. Nel frattempo il Monaco, rimasto senza farsi vedere sul posto con lo scopo di recuperare la pergamena, si accorge che Kar sta adempiendo al primo requisito della profezia: Egli combatterà una torma di nemici mentre uno stormo di gru volteggerà in aria. Anche se le gru sono solitamente intese come animali, nel caso di Kar si tratta di gru meccaniche da cantiere. La capacità delle profezie di adattarsi a chiunque iniziano a far identificare nello scapestrato borseggiatore un possibile custode del grande potere della pergamena. Per quanto sconcertato da questa possibilità, il Monaco decide di osservare il giovane e di valutarne le capacità, scoprendo così che il ragazzo vive come addetto al proiettore nel retro di un cinema specializzato in film orientali, il Golden Palace, ironicamente omonimo del "Palazzo d'Oro" dove aveva studiato con i venerabili monaci buddisti. Grazie ai film Kar ha appreso le sue rudimentali conoscenze sulle arti marziali, copiando le mosse dei protagonisti delle pellicole proiettate dal vecchio Kojima, un anziano di buon cuore. Inoltre Il giovane, sebbene sia un delinquente, dimostra comunque buon cuore e gentilezza d'animo; per questo il Monaco gli impedisce di compiere l'ennesimo furtarello, suggerendogli di utilizzare meglio le proprie capacità.
Poco dopo, i due incontrano di nuovo la ragazza che si era scontrata con Kar alla quale il giovane ladruncolo ha sottratto nel combattimento un ciondolo di giada. La ragazza gli chiede di riavere il gioiello, che in realtà Kar le aveva rubato proprio per poterla rivedere, in quanto si è innamorato di lei a prima vista.  L'incontro non sarà dei migliori, perlomeno all'inizio, perché la ragazza, Jade, anche lei con notevoli capacità marziali, lo attaccherà cercando di immobilizzarlo più volte con delle tecniche di gamba, così da punire la sua intrusione in casa, senza però riuscirci; lo scontro finisce in una sorta di flirt, dato che Kar non solo riesce a fermare i suoi attacchi ma la bacerà. Successivamente il Monaco inizia ad insegnare a Kar i segreti della propria arte di combattimento e lo porta con sé ad incontrare un gruppo di monaci che vivono nascosti nei sotterranei di un ristorante cinese, e che furono raccolti dal discepolo che lui salvò al momento dell'attacco al monastero da parte dei nazisti. Il nipote del piccolo monaco, che ora guida il gruppo, sostiene di aver individuato tra loro un possibile erede della responsabilità di custodire la pergamena ma il Monaco gli ricorda che deve essere la profezia a scegliere e che anche la persona più improbabile, riferendosi ovviamente a Kar, potrebbe essere quella più adatta. Il Monaco racconta quindi a Kar la storia della pergamena, ma poi i due scoprono che il signore Kojima è stato ucciso dagli uomini di Strucker, giunti lì a cercarlo. Non volendo più coinvolgerlo, il Monaco scompare, ma Kar, sentendosi comunque coinvolto, lo insegue, non volendo che venga trovato ed ucciso. Dopo averlo raggiunto di nuovo presso i monaci, lo convince a farsi aiutare da lui, in quel momento i nazisti attaccano il nascondiglio, aiutati dal presunto possibile erede del ruolo di custode, che invece si scopre essere in combutta con Strucker, Kar impedisce al Monaco di farsi catturare, mentre lui vorrebbe aiutare i suoi confratelli, perché gli ricorda l'importanza del suo compito. Di nuovo in fuga, il Monaco ringrazia Kar per avergli rammentato i suoi doveri e lo segue a casa della ragazza con cui si erano incontrati in precedenza, che aveva lasciato i suoi recapiti presso il cinema per farsi rintracciare. Kar rivela di aver già iniziato ad apprendere l'arte di combattimento del Monaco, riuscendo a scalare con sorprendente agilità, quasi in assenza di gravità, uno dei muri per entrare da una finestra. Una volta in casa, una villa incredibilmente lussuosa circondata da guardie e cancelli, Kar lotta di nuovo con la ragazza, mostrandole il ciondolo che lei rivoleva e baciandola a tradimento, per poi scoprire che la giovane altri non è che l'unica figlia, orfana di madre, di "Ivan il Terribile", re della mafia russa, al momento recluso in una prigione federale. Mentre ancora combattono, interviene il Monaco, al quale la ragazza spiega di celare la propria identità allo scopo di ottenere il rispetto tra i delinquenti di strada non per il nome del padre, ma per le proprie capacità, e di chiamarsi Giada. Ciò sconvolge il Monaco, poiché si adempie anche il secondo requisito della profezia: Egli si batterà per amore nel palazzo di Giada, ove naturalmente la "giada" non è più il materiale del palazzo orientale nel quale aveva combattuto lui, ma il nome della sua proprietaria.
Poco dopo, Nina ed i suoi uomini fanno irruzione nella villa, perché hanno scoperto che all'interno della custodia della pergamena, persa da Kar in una colluttazione precedente, altro non c'era che una ricetta per gli spaghetti di soia cinesi; per evitare che la pergamena gli venisse sottratta, il Monaco l'ha tatuata infatti su di sé, utilizzandone il contenitore come diversivo e specchietto per le allodole. L'uomo viene rapito, e Kar e Giada decidono di andare a salvarlo, sfruttando un vero e proprio arsenale, tra esplosivi e detonatori, oltre ad un veicolo blindato, che Giada ha in casa per ogni evenienza. Si recano quindi alla sede dell'Organizzazione per i Diritti Umani che Nina presiede, già visitata da Giada, e scoprono diversi monaci catturati e sottoposti ad esperimenti per assorbirne i ricordi tramite un macchinario idraulico, studiato da Strucker per ottenere le informazioni qualora le vittime fossero riuscite a non cedere alla tortura. Qui il colonnello sta leggendo la pergamena, scannerizzata da Nina dal corpo del Monaco stesso, ed è già riuscito a ringiovanire, ma al momento di terminare la lettura, ottenendone così i poteri in modo permanente, scopre che manca l'ultimo versetto, quello che dovrebbe garantire il dominio sul mondo. Quando il Monaco gli risponde di averlo imparato a memoria, proprio per evitare anche l'ipotesi della cattura, dove la pergamena sarebbe potuta essere letta su di lui, Strucker, furibondo, tenta di sottrargli le parole tramite la macchina che assorbe i ricordi, ma Kar interviene, consentendo al Monaco di liberarsi, mentre Giada si occupa di liberare gli altri prigionieri. La sfida tra Kar e Strucker culmina sul tetto dell'edificio, dove alla fine il colonnello si porta in vantaggio e prende Kar in ostaggio, e, all'arrivo del Monaco, tenta di costringere quest'ultimo a rivelargli l'ultimo versetto; subito Kar ribalta la mossa e il colonnello, nella caduta, si aggrappa al bordo, e, dopo aver rifiutato con rabbia un'ultima redenzione, si lascia andare nel vuoto.
Il Monaco e Kar rientrano nell'edificio, e comprendono che si è compiuta la terza ed ultima richiesta della profezia: Egli libererà i fratelli che non ha mai conosciuto, con la famiglia che non ha mai avuto; i fratelli sono i monaci prigionieri, oltre al Monaco stesso, e la famiglia è Giada, innamorata di lui. Avviene quindi il passaggio di consegne, con il Monaco che avvia il rituale che trasporta gli ideogrammi dal suo corpo a quello di Kar, e come conseguenza invecchia di sessant'anni. Ma Strucker, ancora vivo grazie alla resistenza temporanea legata ai poteri in parte assorbiti della pergamena, si fa vedere e spara al giovane, colpendo invece Giada che gli fa da scudo con il proprio corpo. Kar, disperato, riesce ad uccidere Strucker facendolo seppellire dalle strutture, dove l'uomo, perduta la momentanea immunità, invecchia di nuovo e muore. Kar scopre però che la ragazza è illesa, poiché anche lei ha sul corpo gli ideogrammi della pergamena: ogni volta che lui aveva adempiuto ad una richiesta della profezia, l'aveva fatto anche lei, aiutandolo contro Mister Funktastic, combattendo con lui già innamorata in casa sua, e poi aiutandolo a soccorrere i monaci; come conseguenza, il nuovo custode non è uno, ma sono due, complementari, che possono finalmente avere "una vita completa, al posto di due vite incomplete". Il Monaco, ormai anziano, incontra Kar e Giada il giorno dopo, dando a ciascuno metà del verso finale, ritenendoli inseparabili. Dopo essersi salutati, il Monaco parte per godersi finalmente una "lunga vacanza", mentre Kar e Giada svaniscono nella folla, pronti ad adempiere ai loro nuovi ruoli di custodi della pergamena.

## Incassi
Il film ha guadagnato approssimativamente 23 milioni di dollari negli Stati Uniti, ed un totale di 37 milioni di dollari in tutto il mondo. I costi di produzione della pellicola invece si aggiravano sui 52 milioni di dollari.